# Опытное (Крым)
О́пытное (до 1948 года Камышлы́к; укр. Опитне, крымскотат. Qamışlıq, Къамышлыкъ) — село в Белогорском районе Крыма, входит в состав Земляничненского сельского поселения (согласно административно-территориальному делению Украины — Земляничненского сельского совета Автономной Республики Крым).

## Население
| 2001 | 2014 |
| ---- | ---- |
| 87   | ↘64  |

Всеукраинская перепись 2001 года показала следующее распределение по носителям языка
| Язык             | Процент |
| ---------------- | ------- |
| крымскотатарский | 58.62   |
| русский          | 39.08   |
| украинский       | 2.3     |

### Динамика численности
| - 1805 год — 126 чел. - 1864 год — 138 чел. - 1889 год — 224 чел. - 1892 год — 227 чел. - 1902 год — 126 чел. - 1915 год — 91 чел. | - 1926 год — 125 чел. - 1939 год — 98 чел. - 1989 год — 57 чел. - 2001 год — 87 чел. - 2009 год — 78 чел. - 2016 год — 64 чел. |

## Современное состояние
На 2017 год в Опытном числится 4 улицы; на 2009 год, по данным сельсовета, село занимало площадь 9,7 гектара на которой, в 22 дворах, проживало 78 человек.

## География
Опытное — маленькое горное село на востоке района, у северного подножия горы Тау-Баши, в пределах Внутренней гряды Крымских гор. Расположено в долине реки Мокрый Индол, на безымянном правом притоке, высота центра села над уровнем моря — 291 м. Соседние сёла (по прямой): Тополевка в 2 километрах на северо-запад и Курское в 3 км на северо-восток.
Расстояние до райцентра — около 30 километров (по шоссе), до ближайшей железнодорожной станции Феодосия — примерно 44 километра. Транспортное сообщение осуществляется по региональной автодороге 35Н-102 от шоссе Симферополь — Феодосия до Опытного (по украинской классификации — С-0-10326).

## История
Первое документальное упоминание села встречается в Камеральном Описании Крыма… 1784 года, судя по которому, в последний период Крымского ханства Камышлюк входил в Ширинский кадылык Кефинского каймаканства. После присоединения Крыма к России (8) 19 апреля 1783 года, (8) 19 февраля 1784 года, именным указом Екатерины II сенату, на территории бывшего Крымского Ханства была образована Таврическая область и деревня была приписана к Левкопольскому, а после ликвидации в 1787 году Левкопольского — к Феодосийскому уезду Таврической области. После Павловских реформ, с 1796 по 1802 год, входила в Акмечетский уезд Новороссийской губернии. По новому административному делению, после создания 8 (20) октября 1802 года Таврической губернии, Камышлык был включён в состав Кокташской волости Феодосийского уезда.
По Ведомости о числе селений, названиях оных, в них дворов… состоящих в Феодосийском уезде от 14 октября 1805 года, в деревне Камышлык числилось 14 дворов и 126 жителей, исключительно крымских татар. На военно-топографической карте генерал-майора Мухина 1817 года обозначен Камышлык с 12 дворами. После реформы волостного деления 1829 года Камышлык, согласно «Ведомости о казённых волостях Таврической губернии 1829 года» остался в составе Кокташской волости. На карте 1836 года в деревне 47 дворов, а на карте 1842 года деревня обозначена как Камышлы с 27 дворами.
В 1860-х годах, после земской реформы Александра II, деревню приписали к Салынской волости того же уезда. В «Списке населённых мест Таврической губернии по сведениям 1864 года», составленном по результатам VIII ревизии 1864 года, Камышлык — владельческая татарская деревня с 27 дворами, 138 жителями и мечетью при безъименномъ ручьѣ (на трёхверстовой карте Шуберта 1865—1876 года деревня Камышлык обозначена как Камышлы с 24 дворами). В «Памятной книге Таврической губернии 1889 года» по результатам Х ревизии 1887 года записан Камышлык с 43 дворами и 224 жителями. На верстовой карте 1890 года в деревне обозначено 30 дворов с татарским населением. По «…Памятной книжке Таврической губернии на 1892 год» в Камышлыке, не входившей ни в одно сельское общество, числилось 227 безземельных жителей, домохозяйств не имеющих.
После земской реформы 1890-х годов, которая в Феодосийском уезде прошла после 1892 года, деревня осталась в составе Салынской волости. По «…Памятной книжке Таврической губернии на 1902 год» в деревне Камышлык, входившей в Салынское сельское общество, числилось 126 жителей, домохозяйств не имеющий. По Статистическому справочнику Таврической губернии. Ч.II-я. Статистический очерк, выпуск пятый Феодосийский уезд, 1915 год, в деревне Камышлык (на земле Я. И. Бенклиева) Салынской волости Феодосийского уезда числилось 19 дворов (все дворы безземельные) с татарским населением в количестве 91 человека приписных жителей, из которых 42 мужчины и 49 женщин. Жители землёй не владели, в хозяйствах имелось 14 лошадей, 38 волов и 28 коров.
После установления в Крыму Советской власти, по постановлению Крымревкома от 8 января 1921 года была упразднена волостная система и село вошло в состав вновь созданного Старо-Крымского района Феодосийского уезда, а в 1922 году уезды получили название округов. 11 октября 1923 года, согласно постановлению ВЦИК, в административное деление Крымской АССР были внесены изменения, в результате которых округа ликвидировались и Старо-Крымский район стал самостоятельной административной единицей. Декретом ВЦИК от 04 сентября 1924 года «Об упразднении некоторых районов Автономной Крымской С. С. Р.» Старо-Крымский район был упразднён и село включили в Феодосийский район. Согласно Списку населённых пунктов Крымской АССР по Всесоюзной переписи 17 декабря 1926 года, в селе Камышлык, Салынского сельсовета Феодосийского района, числилось 24 двора, все крестьянские, население составляло 125 человек, все татары. 15 сентября 1931 года Феодосийский район упразднили и село вновь в составе Старо-Крымского. По данным всесоюзной переписи населения 1939 года в селе проживало 98 человек.
В 1944 году, после освобождения Крыма от фашистов, согласно Постановлению ГКО № 5859 от 11 мая 1944 года, 18 мая крымские татары были депортированы в Среднюю Азию. 12 августа 1944 года было принято постановление № ГОКО-6372с «О переселении колхозников в районы Крыма», по которому в Старокрымский район из Ростовской и Курской областей переселялось 1900 человек и в сентябре того же года в район приехали первые новоселы (212 семей), а в начале 1950-х годов последовала вторая волна переселенцев из различных областей Украины. С 25 июня 1946 года Камышлык в составе Крымской области РСФСР Указом Президиума Верховного Совета РСФСР, от 18 мая 1948 года, Камышлык был переименован в Опытное. 26 апреля 1954 года Крымская область была передана из состава РСФСР в состав УССР. После ликвидации в 1959 году Старокрымского района село переподчинили Белогорскому. На 15 июня 1960 года Опытное числилось в составе Курского сельсовета. Время переподчинения Богатовскому (на 1977 год село входило в его состав), а затем Земляничненскому сельсовету пока не установлено. По данным переписи 1989 года в селе проживало 57 человек. С 12 февраля 1991 года село в восстановленной Крымской АССР, 26 февраля 1992 года переименованной в Автономную Республику Крым. С 21 марта 2014 года, в составе Крыма, присоединено к Российской Федерации.